# Suzanne Lindon
Suzanne Lindon, född 13 april 2000 i Paris, är en fransk skådespelerska, manusförfattare och regissör. Hennes far är Vincent Lindon och hennes mor är Sandrine Kiberlain.
Suzanne Lindon slog igenom med filmen Vår i Paris som hon regisserade, skrev manus till och även spelade huvudrollen i.  filmen Colours of Time spelade hon Adèle, en av huvudrollerna.

## Filmografi (i urval)
- 2020 – Vår i Paris
- 2022 – Skådespelarna
- 2025 – Colours of Time